# Tai Baribo
Tai Baribo (hebräisch תאי בריבו; * 15. Januar 1998 in Eilat) ist ein israelisch-portugiesischer Fußballspieler.

## Karriere

### Verein
Baribo begann seine Karriere bei Maccabi Petach Tikwa. Im April 2017 debütierte er für die Profis von Maccabi in der Ligat ha’Al, als er am siebten Spieltag der Meisterrunde 2016/17 gegen den FC Bnei Sachnin in der 61. Minute für Nenad Adamović eingewechselt wurde. Bis Saisonende kam er zu vier Einsätzen in der höchsten israelischen Spielklasse. In der Saison 2017/18 absolvierte er acht Partien, in denen er ein Tor erzielte. In der Spielzeit 2018/19 gelang dem Stürmer schließlich der Durchbruch in Petach Tikwa, er kam zu 31 Saisoneinsätzen, in denen er siebenmal traf. Allerdings musste er zu Saisonende mit dem Verein den Gang in die Liga Leumit antreten. In der zweiten Liga gelangen Baribo in der Saison 2019/20 acht Treffer in 25 Spielen, mit Maccabi stieg er direkt wieder in die höchste Spielklasse auf. Nach dem Wiederaufstieg kam er in der Saison 2020/21 zu 28 Einsätzen in der Ligat ha’Al und machte dabei sechs Tore.
Zur Saison 2021/22 wechselte der Angreifer zum österreichischen Bundesligisten Wolfsberger AC, bei dem er einen bis Juni 2023 laufenden Vertrag erhielt. In seiner ersten Saison in der Bundesliga erzielte Baribo elf Tore in 29 Einsätzen. In der Saison 2022/23 kam er in allen 32 Saisonspielen zum Einsatz und machte dabei 16 Tore, womit er der drittbeste Torschütze der Liga war.
Im August 2023 wechselte der Stürmer dann in die USA zum MLS-Vertreter Philadelphia Union, bei dem er einen bis Dezember 2025 laufenden Vertrag unterschrieb.

### Nationalmannschaft
Baribo spielte 2017 zweimal für die israelische U-19-Auswahl. Zwischen 2018 und 2020 kam er zu 13 Einsätzen im U-21-Team der Israelis. Im März 2022 debütierte er in einem Testspiel gegen Deutschland im A-Nationalteam.